# Ribeirão Grande
Ribeirão Grande é um município brasileiro do estado de São Paulo. Localiza-se a uma latitude 24º05'57" sul e a uma longitude 48º21'55" oeste, estando a uma altitude de 690 metros. Possui uma área de 332 km².

## História
O Município cresceu principalmente com o desenvolvimento dos núcleos Freguesia Velha à margem direita do Rio das Almas, à margem do Rio Ribeirão Grande o Bairro dos Cruzes em torno da Casa Grande, e o povoado de Ribeirão Grande em torno da Capela do Bom Jesus, padroeiro do município.
O povoado dos Cruzes surgiu primeiro que Ribeirão Grande, em torno da Casa Grande, importante exemplo de construção Taipa de Sopapo, a base de barro socado com as mãos e madeira, datada segundo relatos de moradores locais sendo do século XVIII.
Personalidades se destacaram ao longo do tempo. Na ajuda e construção da igreja Francisco Silvério Ferreira, que doou a imagem do santo padroeiro do município. Paulino Amantino Ferreira que doou o terreno para a construção da escola.
Ribeirão Grande foi rota de passagem de tropeiros, marcando a culinária local, com pratos derivados de milho, encapotado e o Rojão. As festas religiosas e danças são frequentes e tradicionais. O Fandango de Tamanco mantém viva uma tradição de mais de cinquenta anos associada à cultura rural.
Pertencente inicialmente ao município de Capão Bonito, o bairro Ribeirão Grande foi elevado a Distrito em 28 de fevereiro de 1964 e elevado a município pela Lei 7664 de 30 de dezembro de 1991, implantado a partir de 1993.

## Geografia
- Área: 332,071 km²
- Limites: Norte: Capão Bonito, Sul: Guapiara, Iporanga e Eldorado. Leste: Capão Bonito Oeste: Capão Bonito
- Solo: Podzólico vermelho e amarelo predominante, solos aluviais nas baixas vertentes.
- Quantidade Bairros: 24 Bairros
- Rios: rio das Almas, rio das Conchas e rio Ribeirão Grande.
- Rodovia de Acesso: SP-181

## Demografia

### População
| Crescimento populacional                             | Crescimento populacional | Crescimento populacional | Crescimento populacional |
| Ano                                                  | População Total          |                          | %±                       |
| ---------------------------------------------------- | ------------------------ | ------------------------ | ------------------------ |
| 2000                                                 | 7 390                    |                          | —                        |
| 2010                                                 | 7 422                    |                          | 0,4%                     |
| 2022                                                 | 7 450                    |                          | 0,4%                     |
| Est. 2024                                            | 7 570                    | [ 5 ]                    | 1,6%                     |
| Fontes: Censos Demográficos IBGE e Estimativas SEADE |                          |                          |                          |

### Dados demográficos
Dados do Censo - 2000
População total: 7.390
- Urbana: 2.325
- Rural: 5.065
- Homens: 3.816
- Mulheres: 3.574

Densidade demográfica (hab./km²): 22,26
Mortalidade infantil até 1 ano (por mil): 26,70
Expectativa de vida (anos): 66,28
Taxa de fecundidade (filhos por mulher): 2,94
Taxa de alfabetização: 83,35%
Índice de Desenvolvimento Humano (IDH-M): 0,705
- IDH-M Renda: 0,622
- IDH-M Longevidade: 0,688
- IDH-M Educação: 0,805

(Fonte: IPEADATA)

## Infraestrutura

### Comunicações
O sistema de telefones automáticos, assim como o sistema de discagem direta à distância (DDD) com o código de área (0155), foram implantados pela Telecomunicações de São Paulo (TELESP).
Na década de 90 o código DDD da cidade foi alterado para (015), para padronização do sistema telefônico com a telefonia celular que estava sendo implantada em todo o estado.

## Religião
O Cristianismo se faz presente na cidade da seguinte forma:

### Igreja Católica
- A igreja faz parte da Diocese de Itapeva.[13]

### Igrejas Evangélicas
- Assembleia de Deus Ministério do Belém.[14][15]
- Congregação Cristã no Brasil.[16]